# トマス・ローランドソン

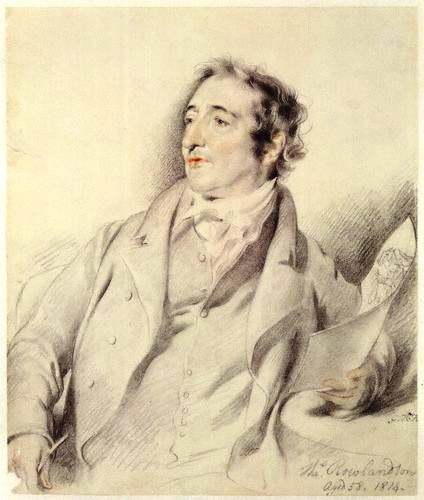
トマス・ローランドソン
(ジョージ・ヘンリー・ハーロウによる鉛筆画、1814年)

トマス・ローランドソン（Thomas Rowlandson、1757年7月13日 – 1827年4月21日）は、イングランドの風刺画家であり、版画や挿絵とともに多くのエロティック・アートを残している。

## 生涯
ローランドソンはシティ・オブ・ロンドンのオールド・ジュリイに生まれた。父のウィリアムは織工だったが、繊維業者に用品を卸す仕事を始め、それが身の丈を越えていたため1759年には破産を宣告された。その年の末ごろにはもうロンドンで生活することが難しくなり、家族を連れてノース・ヨークシャーのリッチモンドへ移っている。トマスの叔父ジェイムズは1764年に亡くなっているが、おそらく寡婦となった叔母のジェーンがロンドンの学校に通えるようトマスの学費や下宿費などを用立てたのだろう。そして1765年と66年には在宅ワークアカデミーを始めている。ビジネス志向の強い学校だったこともあり、ローランドソンがデッサンの授業をとっていたという記録が文書として残っているわけではないが、1772年に学校を出た後に王立芸術院の学生になっていることを考えるとその可能性は高い。ローランドソンは王立芸術院で6年を過ごしたが、その三分の一はパリのジャン・バプティスト ピガールのもとで勉強をしていた。大陸へはその後も何度となく旅行しており、幾多の人間とその営みのスケッチを書いている。1775年には「ガザの牢獄を訪れたデリラ、サムソンに仇をなす(Dalilah Payeth Sampson a Visit while in Prison at Gaza )」を王立芸術院に出展し、2年後には起彫の銀メダルを授与されている。その頃には期待の学生として口の端に上るようになっていたため、当時の精励が続いていれば、その後も画家として有名になっていたはずである。しかし叔母を亡くしたローランドソンは7000￡もの金を相続することになった。街に繰り出し遊蕩にふけるには十分な額であり、続けて36時間も賭博台の前に座り続けていた事があったとも伝わっている。

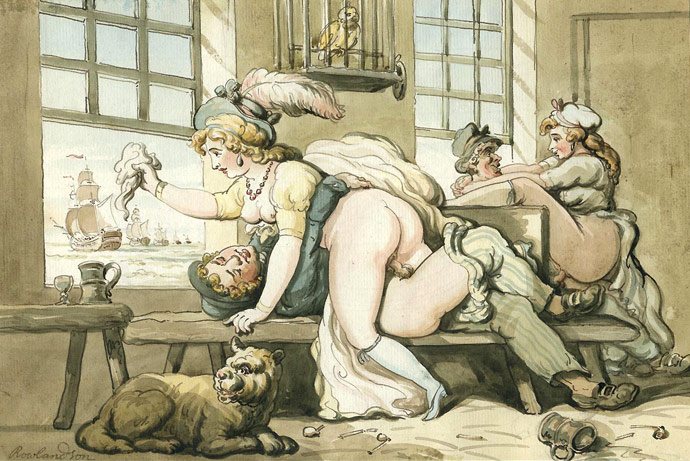
「さようなら」（Goodbye）

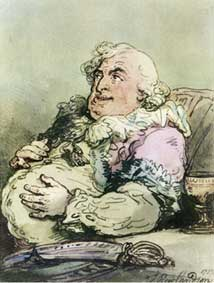
「エピクロスの不安」と題された自画像（1787年）
ローランドソンがカリカチュアにするのは他人だけではないことを示している。

ほどなく金に困るようになったローランドソンに、ジェイムズ・ギルレイやヘンリー・ウィリアム・バンベリーをはじめとした友人たちは生計を立てるために風刺画を始めてはどうかと勧めた。そこで1784年の王立芸術院の展覧会に出品したボクスホールの絵をポラードに彫らせて印刷し、出版してみるとこれが成功したのだった。ローランドソンは美術作品を出版していたルドルフ・アッカーマンに多くの仕事を与えられている。アッカーマンは1809年に「詩の雑誌(Poetical Magazine )」、「学校長の旅(The Schoolmaster’s Tour )」などを創刊し、そこにウィリアム・クームによる解題的な詩を添えたローランドソンの版画を双書としていたのである。この2人は居並ぶ画家たちを押さえて最も人気を集めていた。1812年にはローランドソン自身によって再び彫られた版で印刷され、「シンタックス博士のピクチャレスクを探す旅」というタイトルで出版された冒険記は、1813年までに5度も版を重ねている。そして1820年には「シンタックス博士は慰めを求めて」、1821年には「シンタックス博士の三度目の嫁探し」が出版された。
この図案家、著述家、出版社の合作は1814年から1816年にかけて出版された「英国の死の舞踏」や1817年の「生の舞踏」でもおこなわれた。ローランドソンはスモレットやゴールドスミス、スターンにも作品を提供しており、「パブリック・ジャーナルの精神」（1825年）や「イングリッシュ・スパイ」（1825年）、「ユモリスト」（1831年）にも彼の図案をみることができる。
ローランドソンは長病みの末にロンドンで死んだ。1827年4月21日のこと。

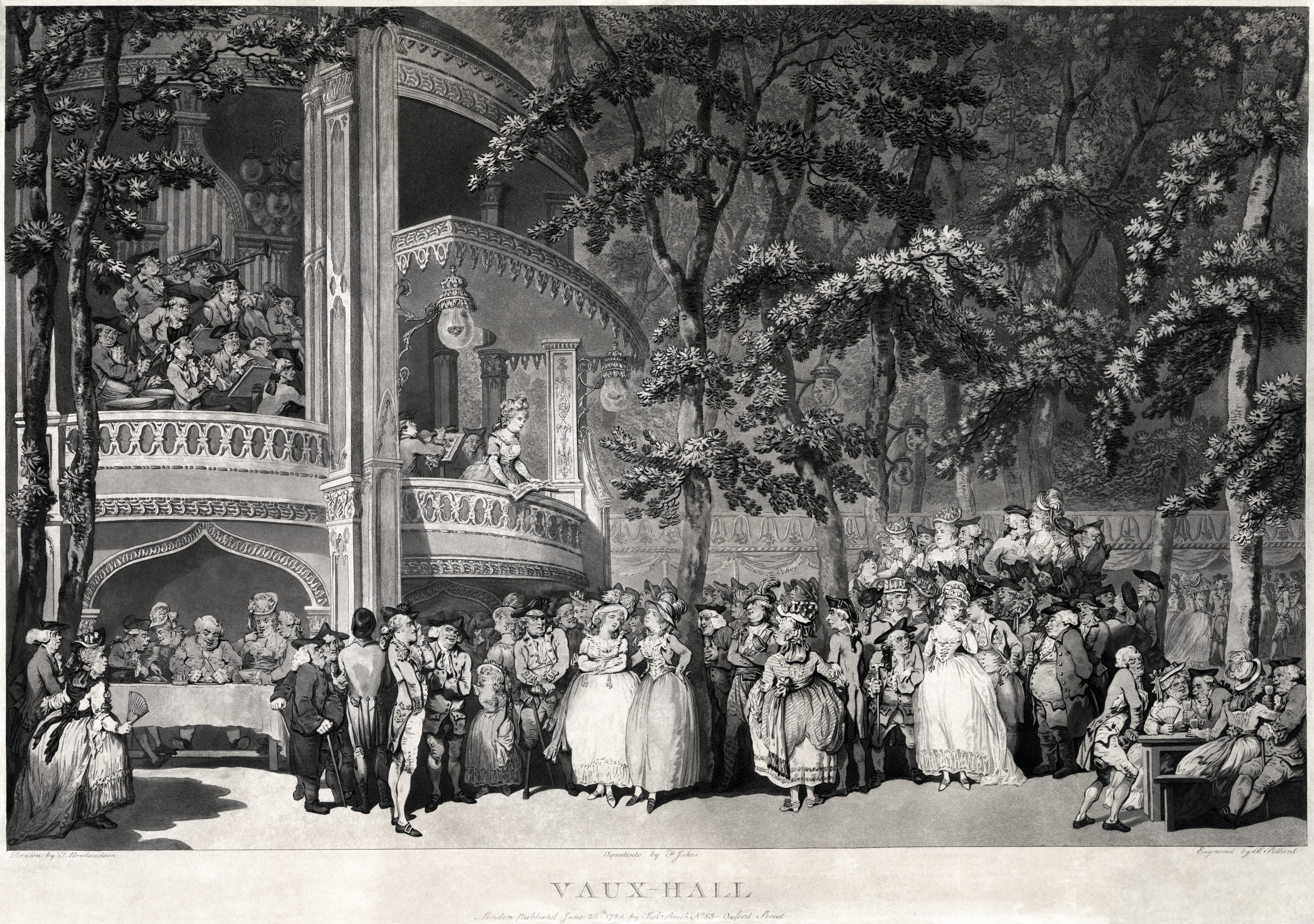
「ボクスホール庭園」（1785年）中央の2人の女性はジョージアナ・キャヴェンディッシュとその妹で、左のテーブルについているのがサミュエル・ジョンソンでジェイムズ・ボズウェルと オリヴァー・ゴールドスミスに挟まれている。右手には女優で作家のメアリ・ダービー・ロビンソンが隣に立っているのは後のジョージ4世である

ローランドソンの図案はたいていアシペンで輪郭が与えられ、色が細やかに、薄く塗られる。そして銅版のうえにエッチングがされ、その後でいつも専門の彫版工がアクアチントを施す。原版の刷は最終的には手で色塗りされる。図案家としてのローランドソンは巧みな製図とその平明さを特長とする。ギルレイのような同時代人ほど辛辣に政治を諷することはまれで、市井でおこった様々な事件や現象を、紳士のならいを棄てて卑俗なタッチで描いてみせるのがローランドソンの作風だった。また木版画や石版画でエロティックな題材をいくつも手がけている。いかにも芸術家というような作品は青年時代の入念に手を入れていた頃のものである。とはいえ後年の大げさにカリカチュアした作品のなかにも、ユーモアの極みが持ちうる美に触れるよすがを見いだすことはできるし、それはローランドソン自身が求めていた美でもあるのだろう。
ローランドソンの手になる擬人化されたイギリスであるジョン・ブルが、1790年ごろからギルレイやジョージ・クルックシャンクといった風刺作家たちとともに育まれたキャラクターである事を指摘すれば十分である。

## ギャラリー

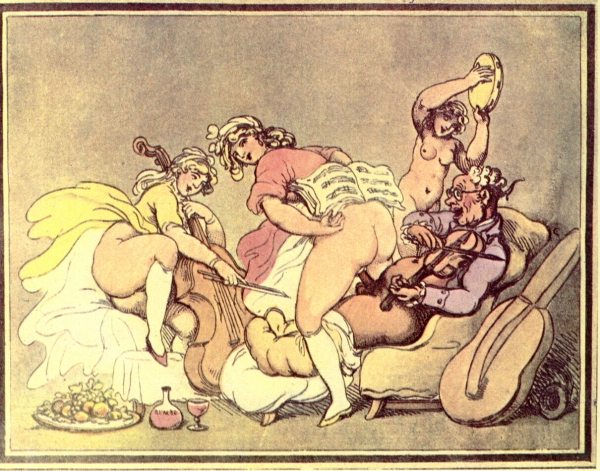
コンサート（The Concert）
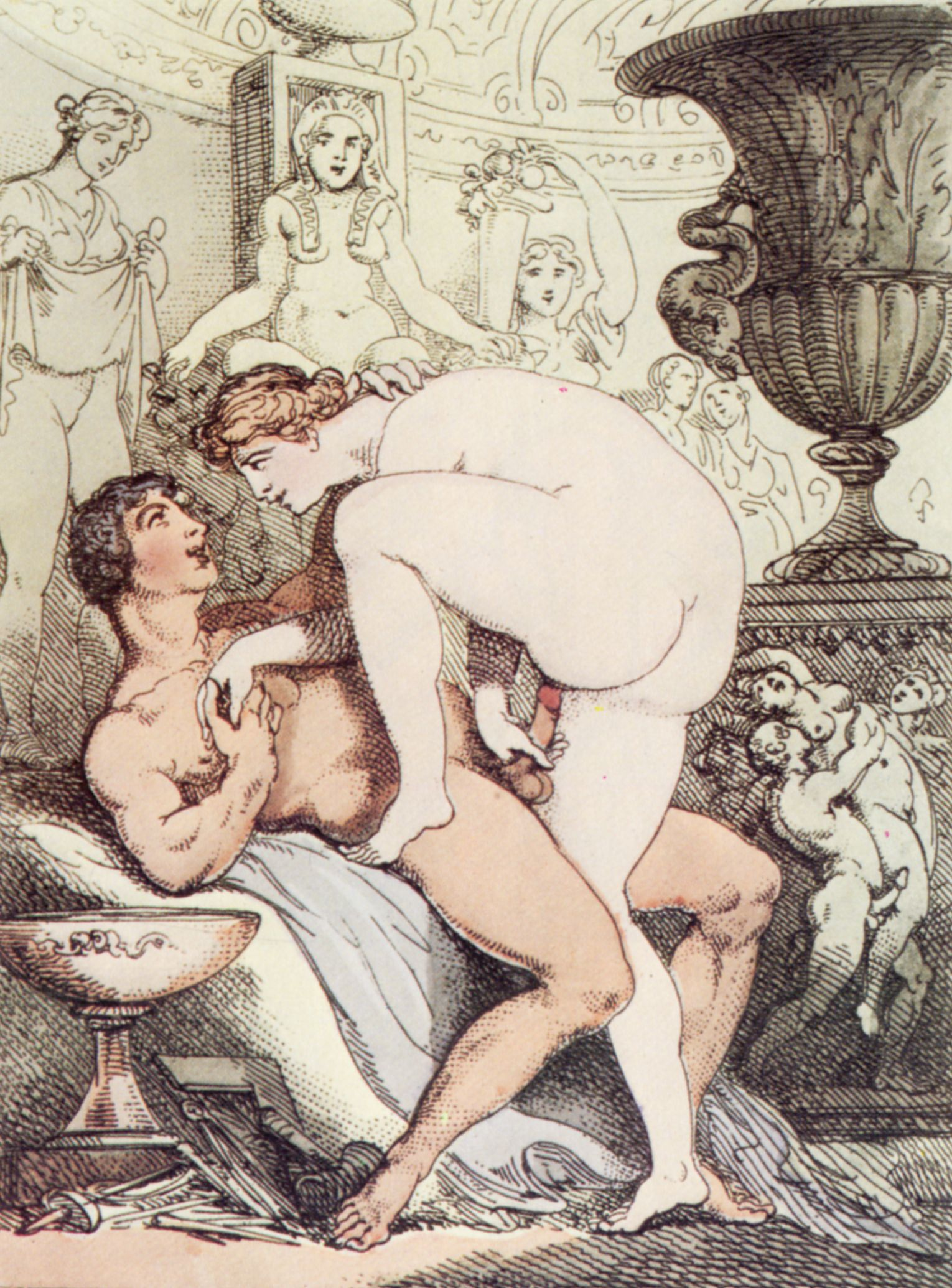
現代のピグマリオン（The Modern Pygmalion）
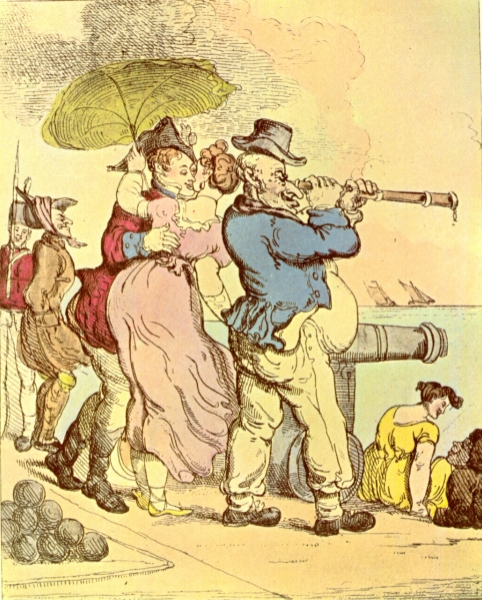
盗まれたキス（Stolen Kisses）
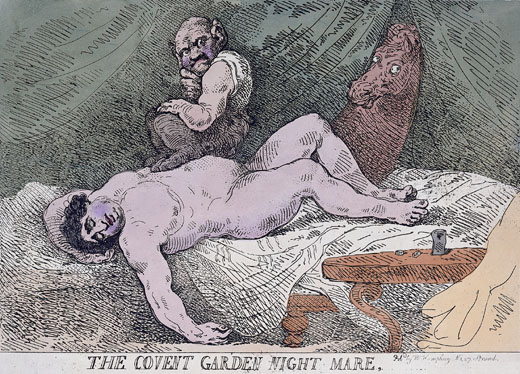
コヴェント・ガーデンの悪夢（Covent Garden Night Mare）

## 参考資料
- British Museum, London
- Thomas Rowlandson at the Victoria and Albert Museum
- Lewis Walpole Collection Yale
- Chris Beetles
- University of Liege
- Catalogue of Political and Personal Satires Preserved in the Department of Prints and Drawings in the British Museum, Mary Dorothy George. Vol VI 1938,  Vol VII, 1942  VOL VIII 1947, VOL IX 1949
- Dictionary of British Cartoonists and caricaturists 1730–1980 Bryant and Heneage, Scolar Press 1994